# Рудолф Бајер
Рудолф Бајер, рођен 7. маја 1939. је информатичар и пензионисани професор Техничког универзитета у Минхену, на коме је предавао од 1972. Познат је по развијању б-стабла са Едвардом М. Мек-Крајтом (Edward M. McCreight) и касније уб-стабла са Фолкером Марклом (Volker Markl).